# Diaporthella
Diaporthella är ett släkte av svampar. Enligt Catalogue of Life ingår Diaporthella i familjen Valsaceae, ordningen Diaporthales, klassen Sordariomycetes, divisionen sporsäcksvampar och riket svampar, men enligt Dyntaxa är tillhörigheten istället familjen Gnomoniaceae, ordningen Diaporthales, klassen Sordariomycetes, divisionen sporsäcksvampar och riket svampar.
|              | Apioporthe                              |
|              |                                         |
|              | Valsa                                   |
|              |                                         |
|              | Cytospora                               |
|              |                                         |
|              | Anisogramma                             |
|              |                                         |
|              | Apioporthella                           |
|              |                                         |
|              | Leucostoma                              |
|              |                                         |
|              | Valsella                                |
|              |                                         |
|              | Clypeoporthe                            |
|              |                                         |
|              | Xenotypa                                |
|              |                                         |
|              | Bagcheea                                |
|              |                                         |
|              | Anisomyces                              |
|              |                                         |
|              | Valseutypella                           |
|              |                                         |
| Diaporthella | \| \| Diaporthella aristata \| \| \| \| |
|              | \| \| Diaporthella aristata \| \| \| \| |
|              | Cryptascoma                             |
|              |                                         |
|              | Paravalsa                               |
|              |                                         |
|              | Diaporthella aristata                   |
|              |                                         |

|  | Diaporthella aristata |
|  |                       |